# Nenad Žugaj
Nenad Žugaj (Zagreb, 19 de abril de 1983) es un deportista croata que compite en lucha grecorromana. Ganó una medalla de bronce en el Campeonato Mundial de Lucha de 2010 y una medalla de bronce en el Campeonato Europeo de Lucha de 2013. Su hermano gemelo Neven también compite en lucha grecorromana.

## Palmarés internacional
| Campeonato Mundial | Campeonato Mundial | Campeonato Mundial | Campeonato Mundial |
| Año                | Lugar              | Medalla            | Categoría          |
| ------------------ | ------------------ | ------------------ | ------------------ |
| 2010               | Moscú (Rusia)      | Medalla de bronce  | 84 kg              |
| Campeonato Europeo |                    |                    |                    |
| Año                | Lugar              | Medalla            | Categoría          |
| 2013               | Tiflis (Georgia)   | Medalla de bronce  | 84 kg              |